# Blaue Stunde

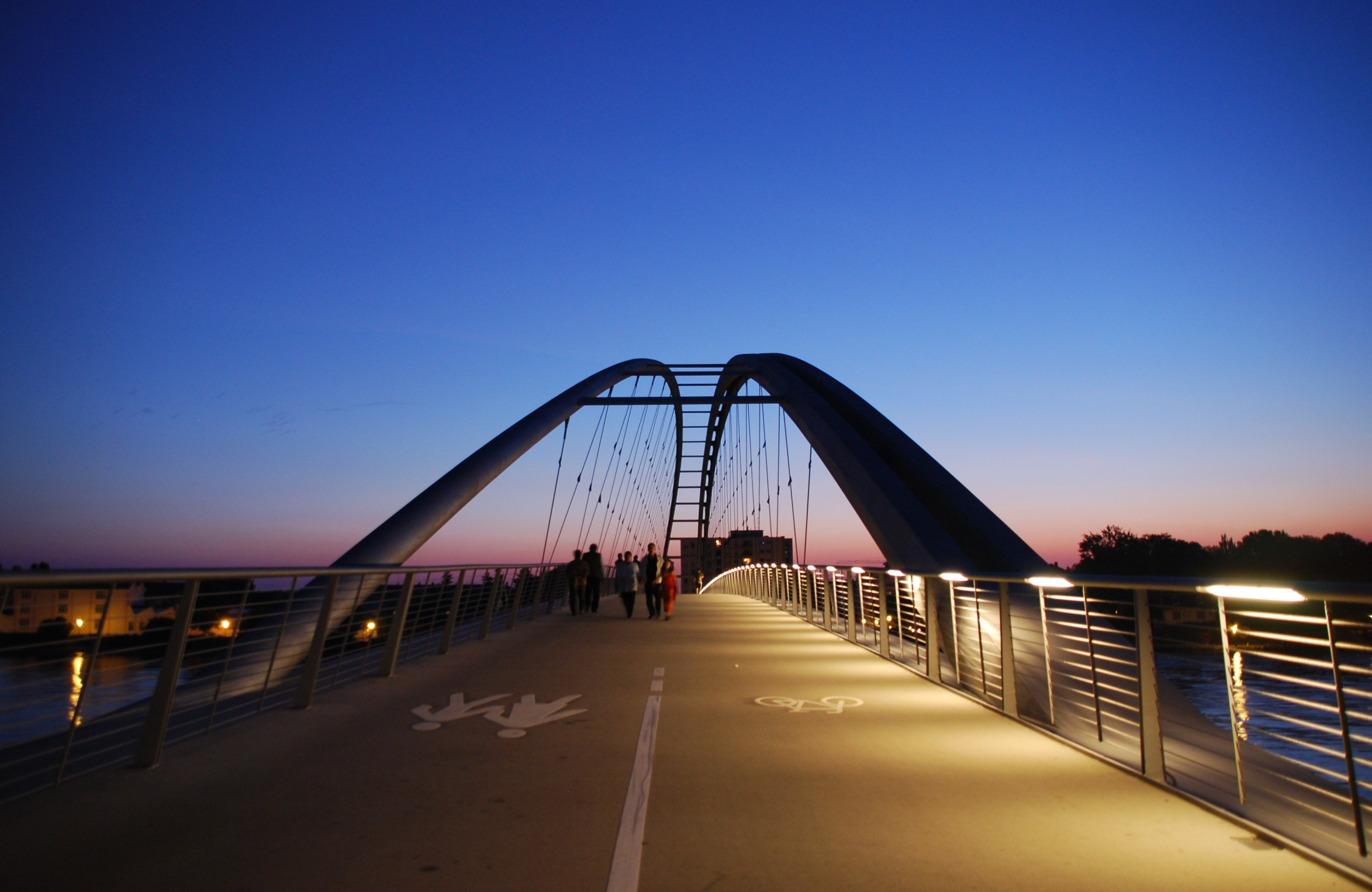
Blaue Stunde an der Dreiländerbrücke. Man erkennt die durch die untergehende Sonne verursachte Röte.

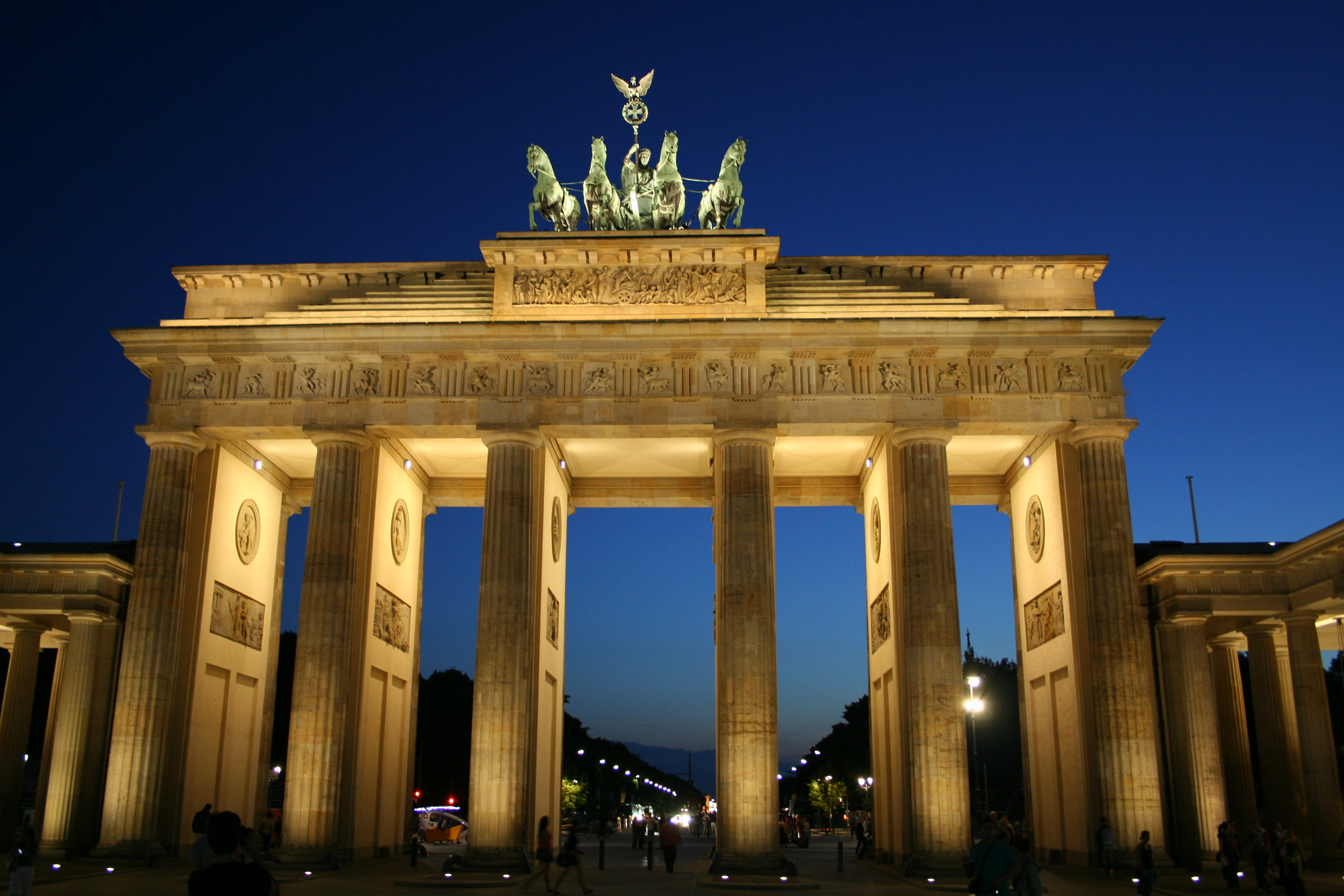
Das Brandenburger Tor in der Blauen Stunde

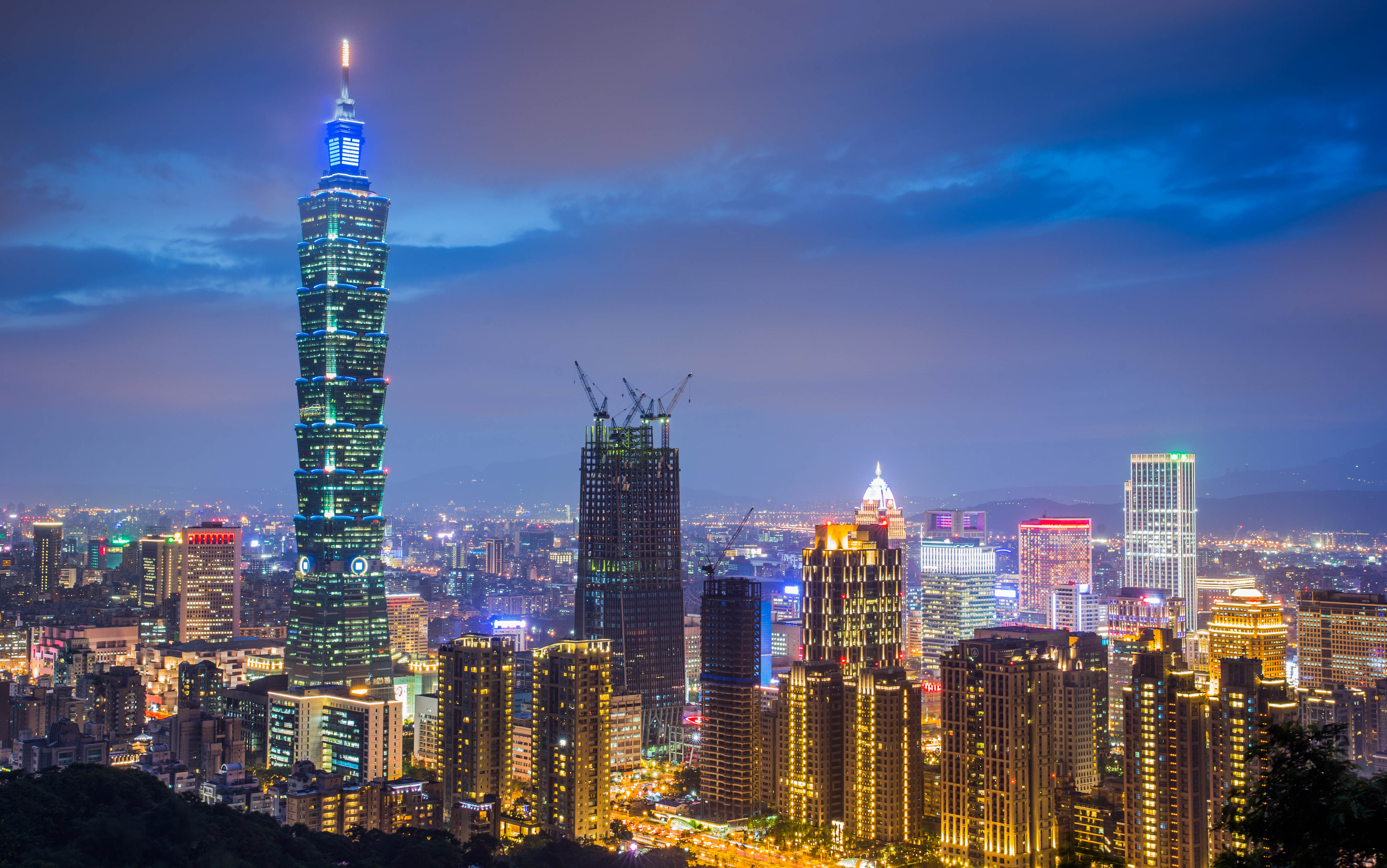
Skyline von Taipeh, Taiwan zur Blauen Stunde im Mai 2016

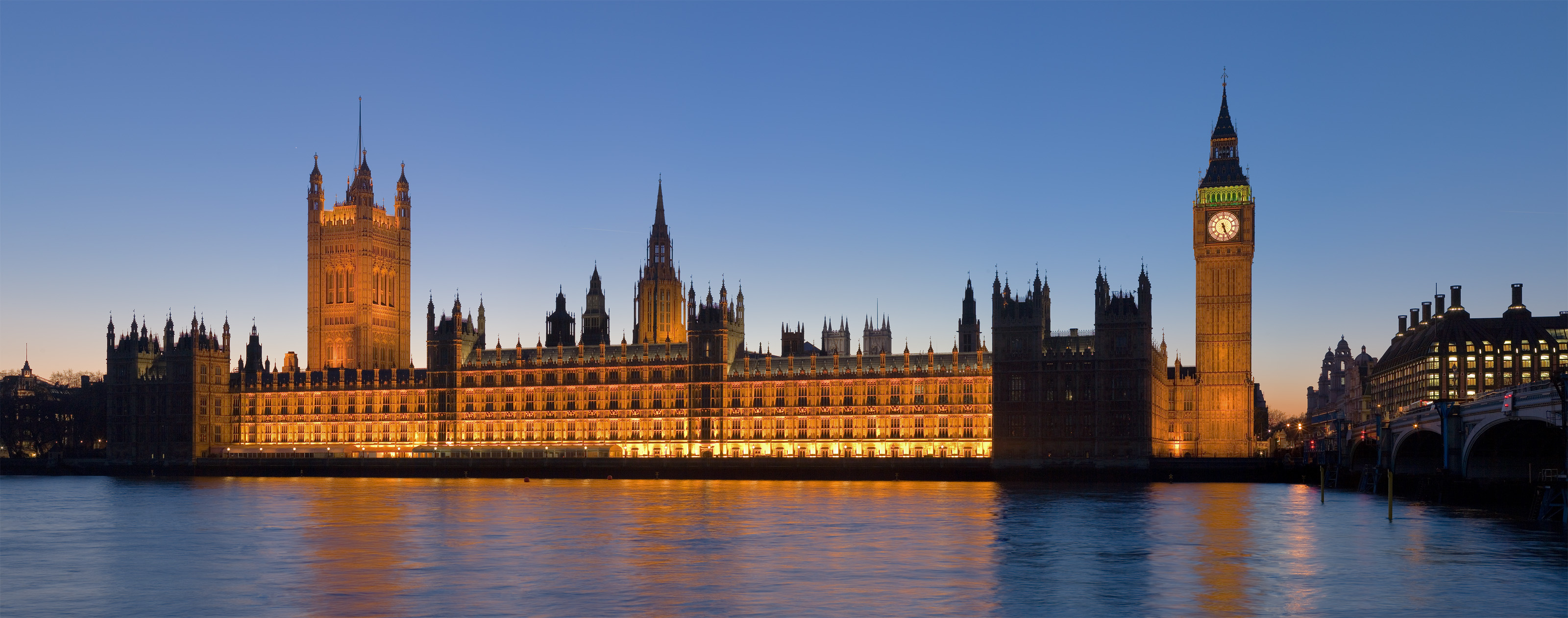
Der Palace of Westminster zur Blauen Stunde

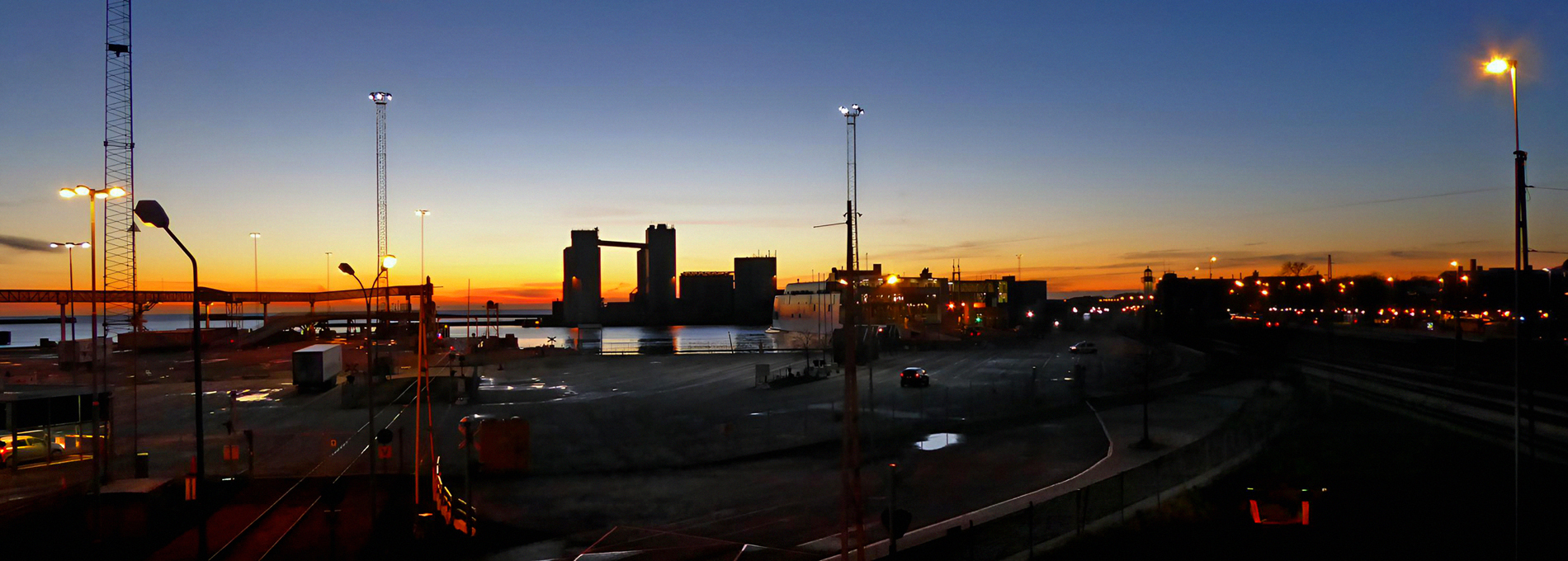
Blaue Stunde, Ystad, 2018

Der Begriff Blaue Stunde bezieht sich auf die Zeitspanne innerhalb der abendlichen oder morgendlichen Dämmerung, in der sich die Sonne so weit unterhalb des Horizonts befindet, dass das blaue Lichtspektrum am Himmel noch bzw. schon dominiert und die Dunkelheit der Nacht noch nicht eingetroffen bzw. schon vorbei ist. Da es sich bei der Blauen Stunde um einen umgangssprachlichen Begriff handelt, existiert keine offizielle Definition – im Gegensatz etwa zu den drei Dämmerungsphasen. Prinzipiell besteht ein Zusammenhang zwischen dem Tiefenwinkel der Sonne und der spektralen Zusammensetzung des Himmels. Die charakteristische blaue Färbung entsteht typischerweise, während sich die Sonne zwischen 4 und 8 Grad unterhalb des Horizonts befindet. Damit erstreckt sich die Blaue Stunde sowohl über Teile der Bürgerlichen Dämmerung (Tiefenwinkel der Sonne zwischen 0 und 6 Grad) als auch der Nautischen Dämmerung (Tiefenwinkel 6 bis 12 Grad). Das Blau des Himmels zur Blauen Stunde hat eine andere spektrale Zusammensetzung als das Blau bei Tage, da es auf eine andere physikalische Ursache zurückzuführen ist. Während der Blauen Stunde besitzt der tiefblaue Himmel etwa dieselbe Helligkeit wie das künstliche Licht von Gebäude- und Straßenbeleuchtungen, weshalb die Blaue Stunde in der Fotografie eine besondere Bedeutung hat.
Obwohl dieselbe Färbung auch während der Morgendämmerung zu sehen ist, wird der Begriff vor allem als Synonym für die Abenddämmerung beziehungsweise deren poetischen Umschreibung verwendet. Laut Duden steht die Wendung „blaue Stunde“ dichterisch für die Zeit der Dämmerung. In literarischen Werken wird der Begriff auch noch weiter gefasst und hier häufig mit melancholischen Gefühlen assoziiert.
Neben der Blauen Stunde gibt es den Begriff der Goldenen Stunde, der sich auf die Zeit kurz nach Sonnenaufgang oder kurz vor Sonnenuntergang bezieht. Im Gegensatz zur Goldenen Stunde ist die Blaue Stunde auch bei bedecktem Himmel zu sehen, denn auch dieser zeigt die charakteristische blaue Färbung.

## Physikalische Erklärung der Färbung
Das Himmelsblau während des Tages wird durch die Rayleigh-Streuung verursacht, aufgrund derer mehr Licht kürzerer Wellenlänge – also blaues Licht – gestreut wird. Wenn allerdings das Sonnenlicht im Verlauf der Dämmerung immer schräger einfällt und einen längeren Weg durch die Erdatmosphäre nimmt, ist immer mehr Licht bereits herausgestreut, bevor es den Himmel über dem Ort der Dämmerung erreichen kann. Da dies insbesondere für das blaue Licht gilt, würde das dazu führen, dass der Himmel im Zenit nach Sonnenuntergang eher gelblich oder grünlich wäre. Mit dem schrägen Lichteinfall hat das Licht aber auch einen längeren Weg durch die Ozonschicht in 15 bis 30 Kilometer Höhe, weshalb die Chappuis-Absorption zum Tragen kommt, die sich während des Tages nicht bemerkbar macht, da sie deutlich schwächer als die Rayleigh-Streuung ist.
Bereits im Jahr 1880 hatte der französische Chemiker James Chappuis erkannt, dass Ozon sichtbares Licht blau färbt, da es Licht im gelben, orangen und roten Spektrum absorbiert, wodurch das blaue Licht sozusagen übrig bleibt. Man hielt aber das Himmelsblau durch die damals bekannte Rayleigh-Streuung bereits für vollkommen ausreichend erklärt, so dass man diesem Effekt in dieser Hinsicht keine Bedeutung beimaß. Erst 1952 erkannte der US-amerikanische Geophysiker Edward Hulburt (1890–1982) diesen Zusammenhang. Er stieß darauf, als er die Intensität und Färbung des Lichts während der Dämmerung vermaß und mit den theoretisch vorhergesagten Werten verglich. Durch die Größenordnung der Abweichungen konnten Messfehler ausgeschlossen werden. Erst als Hulburt, dem die Absorptionswirkung des Ozons bekannt war, die Chappuis-Absorption in seine Berechnungen einbezog, waren Theorie und experimentelle Daten in Einklang zu bringen.
Mit dem bei Dämmerung immer länger werdenden Weg durch die Erdatmosphäre nimmt die Bedeutung der Rayleigh-Streuung für die Färbung des Himmels im Zenit ab, die Bedeutung der Chappuis-Absorption dagegen nimmt zu. Zum Zeitpunkt des Sonnenuntergangs ist die Färbung nur zu einem Drittel auf die Rayleigh-Streuung und zu zwei Dritteln auf die Chappuis-Absorption zurückzuführen, im späteren Dämmerungsverlauf wird letztere zum einzigen maßgeblichen Effekt.
Über die Entdeckung dieses vollkommen zufällig erscheinenden harmonischen Zusammenspiels zweier so unterschiedlicher physikalischer Effekte staunte Hulburt selbst und brachte dies in einem Dankschreiben für eine Auszeichnung, die er für seine Forschungen erhielt, zum Ausdruck.

“The unsuspecting observer lying on his back and looking upward at the clear sky during sunset sees only that the overhead sky, which was blue before, remains the same luminous blue color during sunset and throughout the darkening period of twilight. He is not aware that in order to produce this apparently simple and satisfactory result nature has dipped quite freely into her best bag of optical tricks.”

„Der nichtsahnende Beobachter, der während des Sonnenuntergangs auf dem Rücken liegend in den klaren Himmel schaut, sieht nur, dass der Himmel über ihm, der vor dem Sonnenuntergang blau war, dasselbe leuchtende Blau beibehält, während die Sonne untergeht und es anschließend während der Dämmerung immer dunkler wird. Er ist sich nicht bewusst, dass die Natur, um dieses anscheinend so selbstverständliche und naheliegende Ergebnis zu produzieren, recht großzügig ganz tief in die optische Trickkiste gegriffen hat.“

## Dauer
Die Blaue „Stunde“ dauert nur ausnahmsweise etwa 60 Minuten, sondern ist eine von der Länge der Dämmerung abhängige Zeitspanne. Sie wird durch den Tiefenwinkel der Sonne unter dem Horizont bestimmt und dauert damit abhängig von der geographischen Breite des Beobachtungsortes und dem jahreszeitlich veränderlichen Tagbogen unterschiedlich lange. So beträgt die Dauer der Blauen Stunde in Mitteleuropa ungefähr zwischen 30 Minuten zur Tag-und-Nacht-Gleiche und 50 Minuten zur Sonnenwende. In den Tropen dauert sie mit nur geringen Schwankungen etwa 20 Minuten und in den Weißen Nächten am Polarkreis bis zu fünf Stunden.

## Technische und gestalterische Aspekte in der Fotografie
In der Fotografie wird die Blaue Stunde für Available-Light-Aufnahmen und die Nachtfotografie genutzt. Gegenüber Aufnahmen bei absoluter Dunkelheit ist zu dieser Zeit die Umgebung noch leicht erhellt und besser sichtbar. Im erhaltenen Bild sind die Kontraste zwischen Hell und Dunkel abgemildert und die Bilder weisen eine besondere Stimmung auf. Die Beleuchtung innerhalb von Gebäuden kommt in den fotografisch gleichen Kontrastumfang der nicht künstlich beleuchteten Fassade und Umgebung, und der Farbkontrast zur Straßenbeleuchtung und Gebäudebeleuchtungen bietet fotografische Anreize. Die unterschiedlichen Farbtemperaturen (Blau des Himmels, Orange der Glühlampen, Türkis der Leuchtstoffröhren) machen solche Fotos ungewöhnlich bunt. Die Farbtemperatur des Himmels liegt zwischen 9000 K und 12000 K. Sie entspricht damit etwa der des vom Schatten aus gesehenen Taghimmels; die unterschiedliche spektrale Zusammensetzung durch die Chappuis-Absorption macht sich also in der Farbtemperatur nicht signifikant bemerkbar.

## Die Blaue Stunde in der Bildenden Kunst
Siehe auch: Commons: Gemälde zur Dämmerung

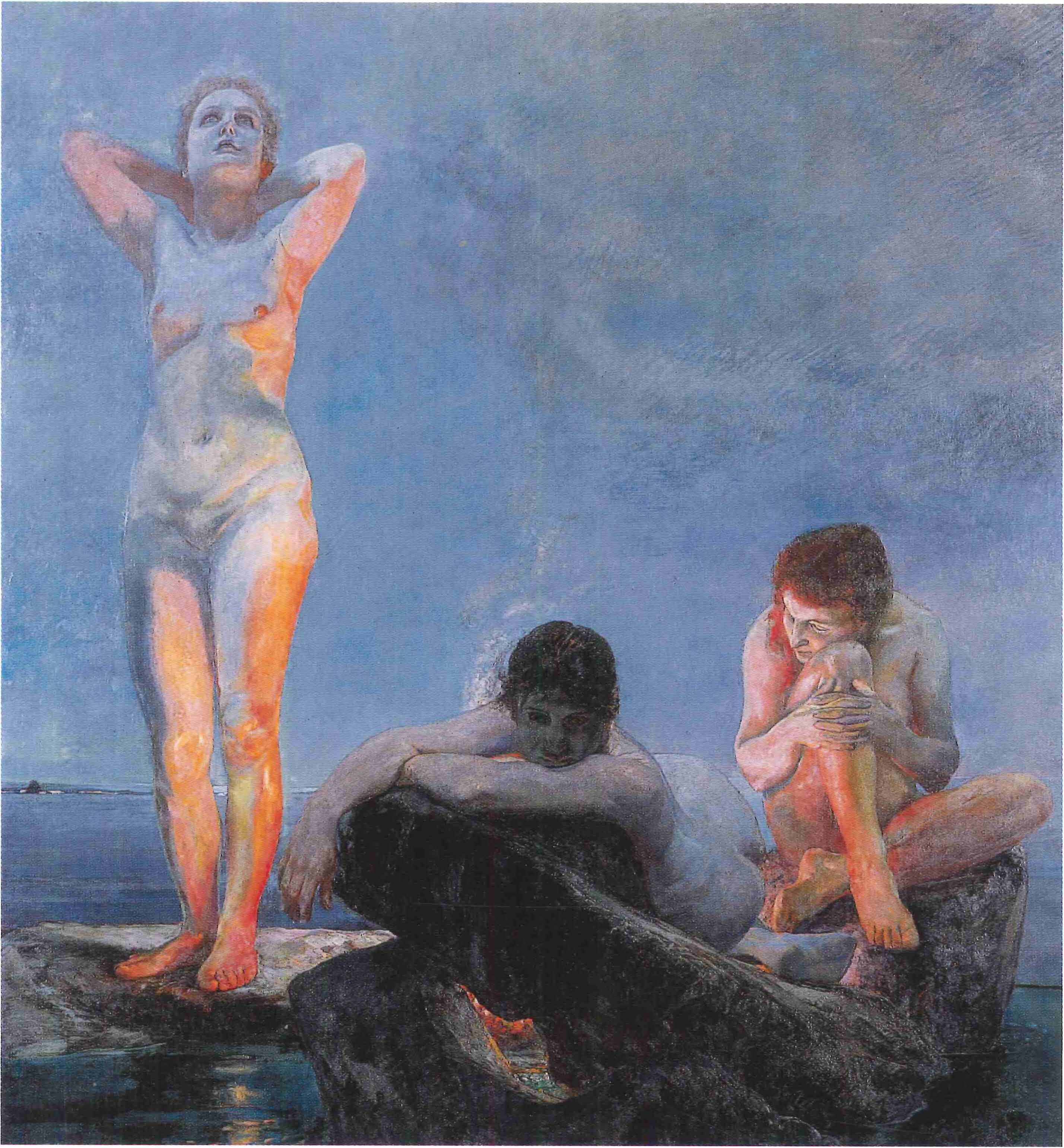
Die blaue Stunde (1890), Gemälde von Max Klinger
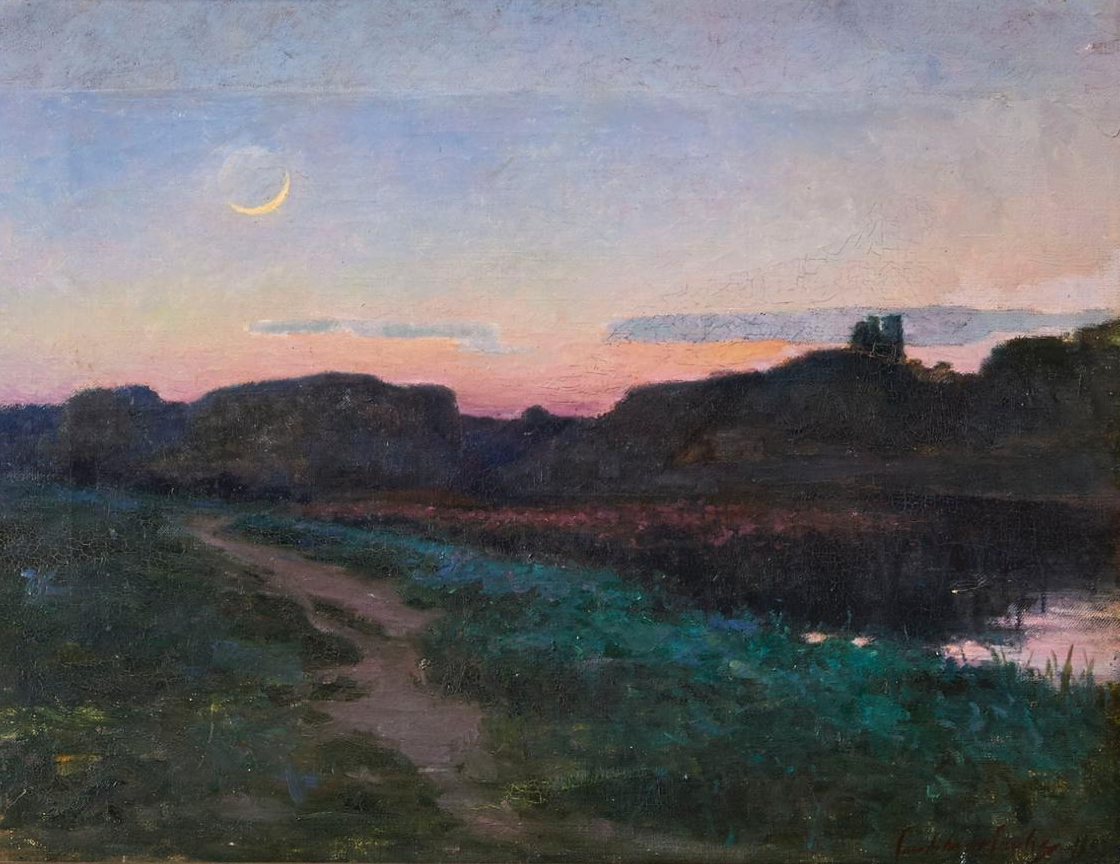
Sonnenuntergang (1897), Gemälde von António Cândido da Cunha
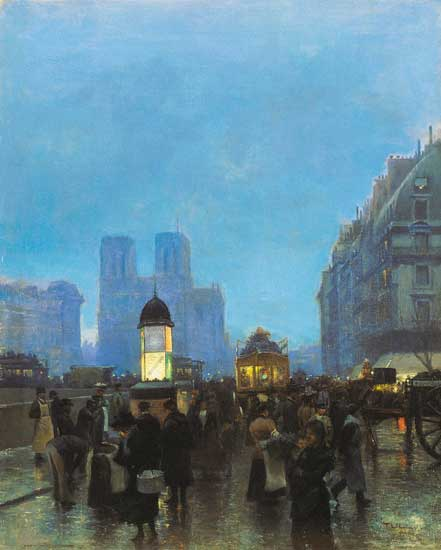
Dämmerung (1897), Gemälde von Ödön Tull
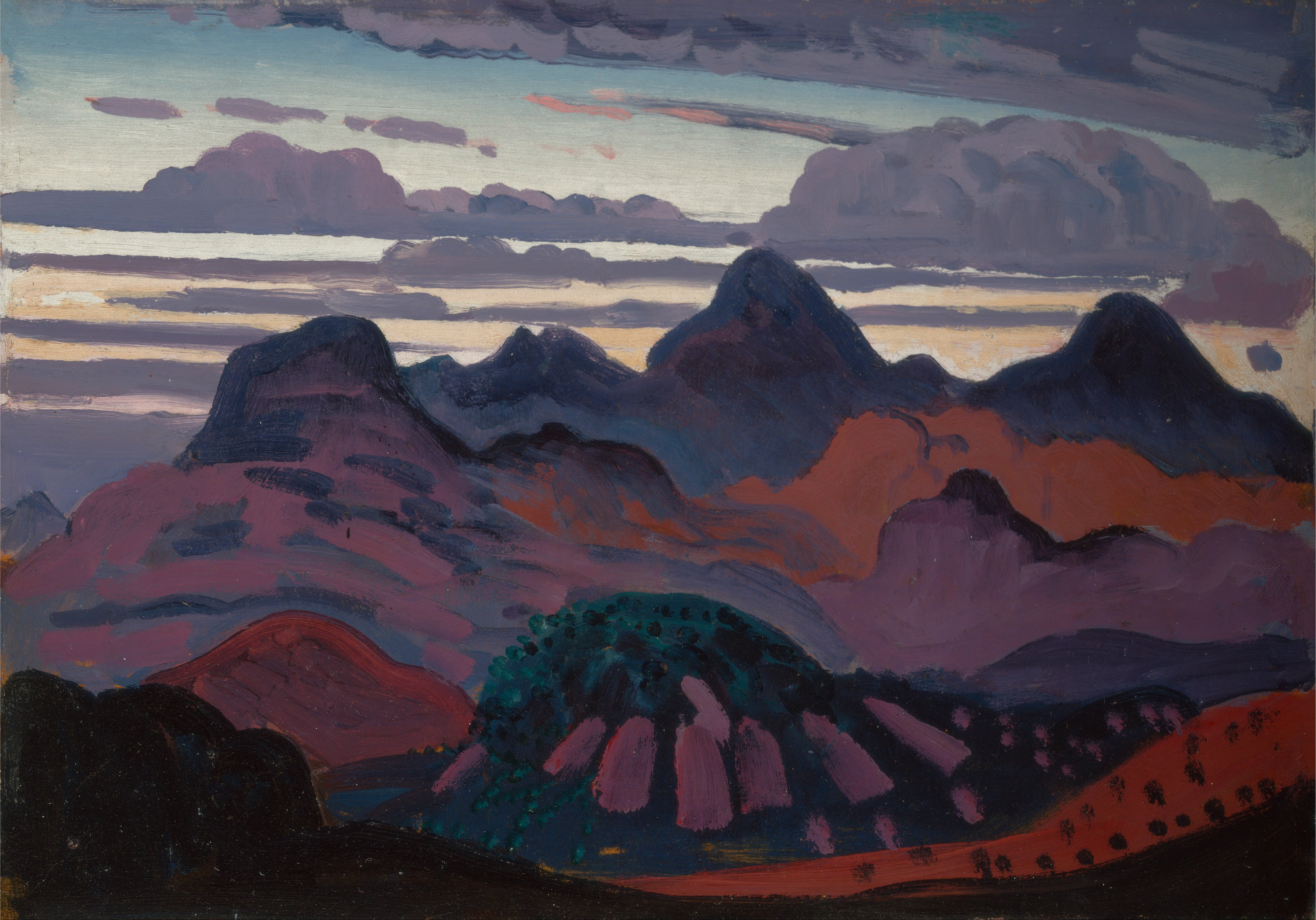
Tiefe Dämmerung, Pyrenäen (1912/1913), Gemälde von James Dickson Innes
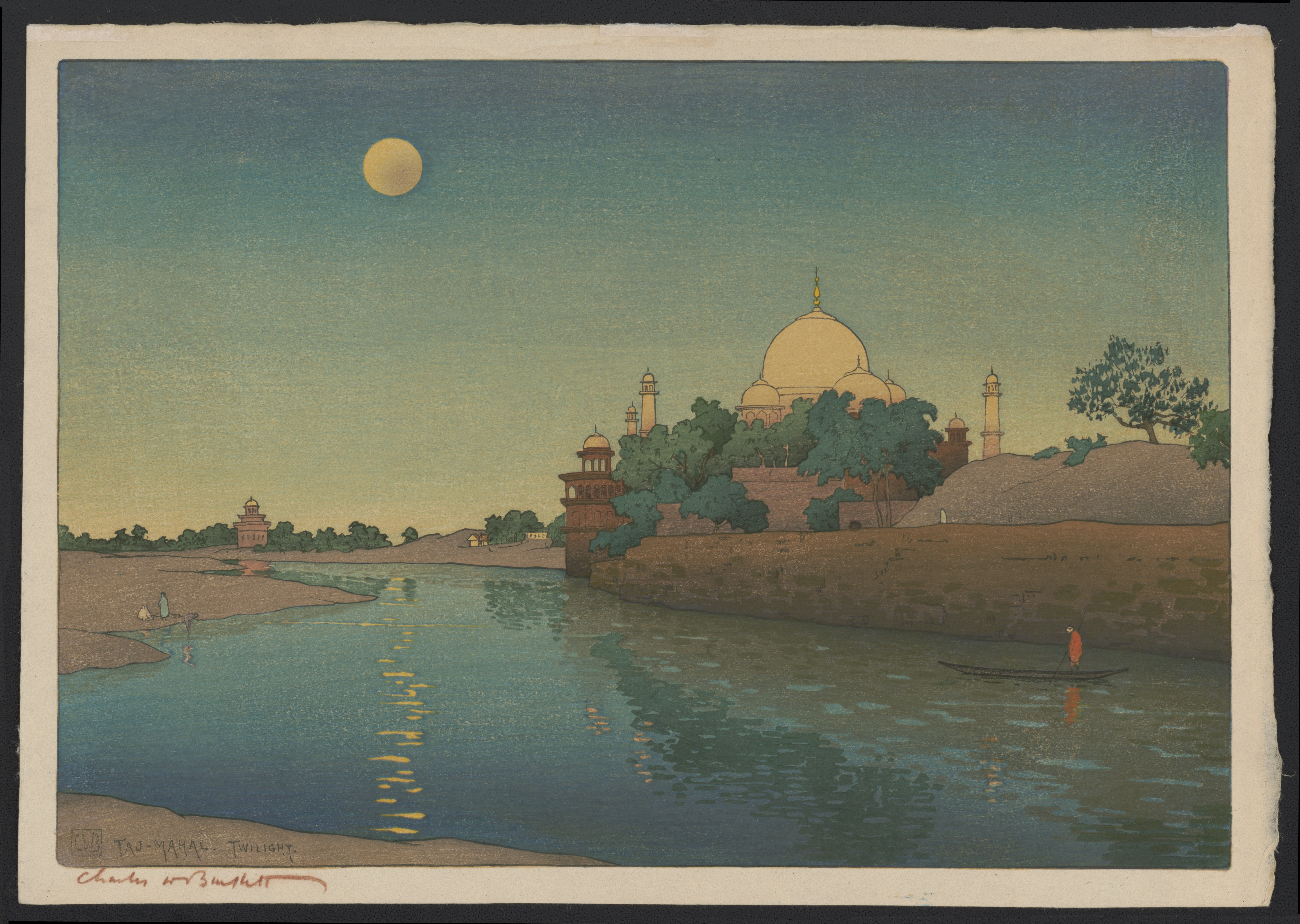
Taj Mahal, Dämmerung (1920), Holzschnitt von Charles W. Bartlett
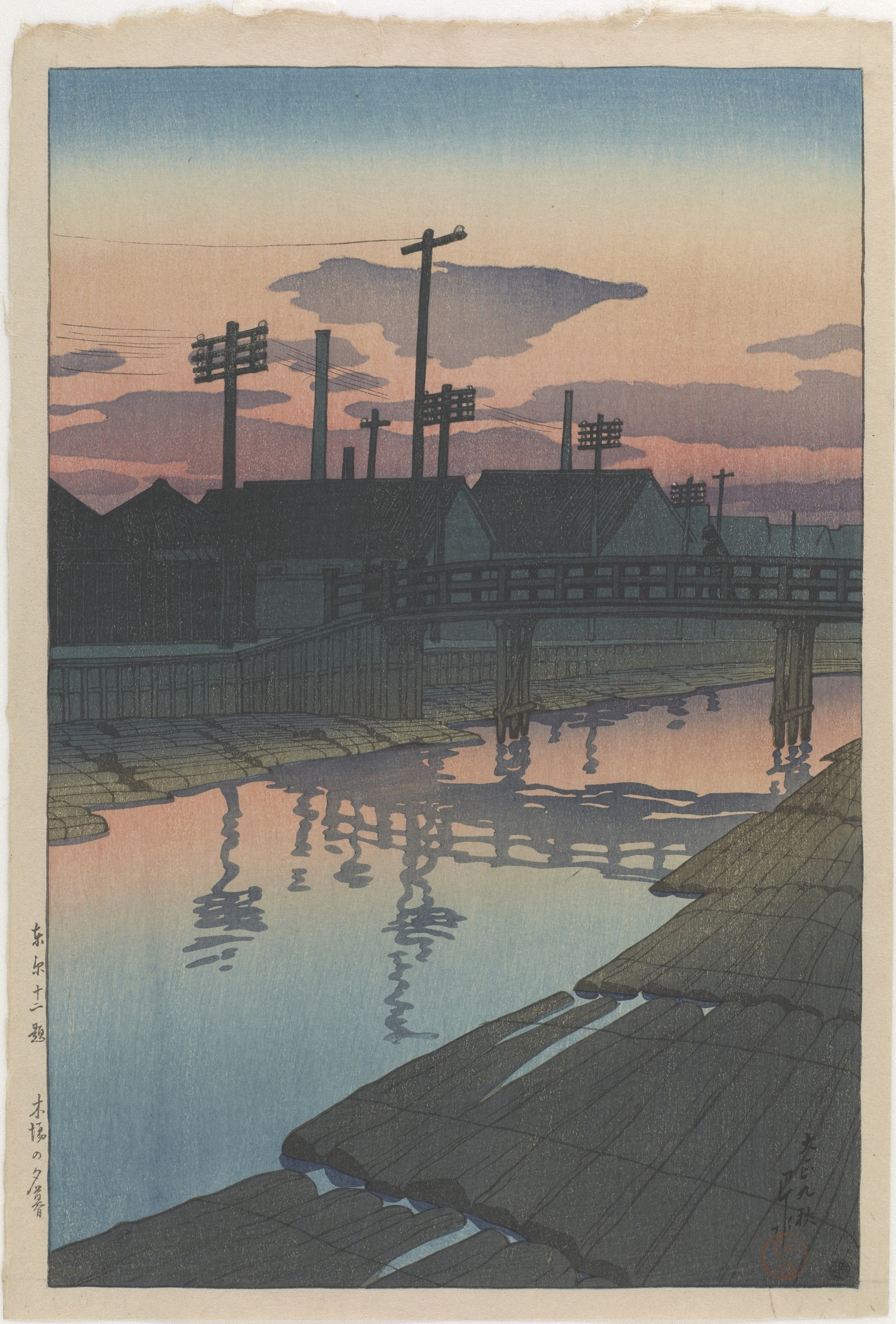
Abend bei den Holzhöfen von Kiba (1920), Holzschnitt von Kawase Hasui

## Die Blaue Stunde in der Literatur

### Gedichte
- Stefan George: Blaue Stunde in Der Teppich des Lebens und die Lieder von Traum und Tod. Mit einem Vorspiel (1899)[12]
- Oskar Loerke: Blauer Abend in Berlin (1911)[13]
- Gottfried Benn: Blaue Stunde.[14]
- Ingeborg Bachmann: Die blaue Stunde.[15]

### Romane
- Der Roman Tauben im Gras von Wolfgang Koeppen aus dem Jahr 1951 zeigt im melancholischen Bewusstsein des Protagonisten Philipp die „heure bleue“ in den geistigen, politischen und sozialen Strukturen der Krisensituation des Jahres 1951: „Philipp liebte die Stunde. In Paris war es die heure bleue, die Stunde des Träumens, eine Spanne relativer Freiheit, der Augenblick des Freiseins von Tag und Nacht.“[16]
- Ein Roman von William Boyd aus dem Jahr 1994 trägt in der deutschen Übersetzung den Titel Die blaue Stunde (Original: The Blue Afternoon).
- Ein Roman von Joan Didion aus dem Jahr 2012 trägt in der Übersetzung den Titel Die blauen Stunden (Original: Blue Nights).

## Die Blaue Stunde in der Musik
- Ein Chanson von Herbert Nelson und Rudolf Nelson, bekannt in der Aufnahme durch Greta Keller, trägt den Titel Blaue Stunde und ist das erste Lied auf dem dazugehörigen Album Eine Blaue Stunde.[17]
- Im Lied Odyssee von 1983 nahm Udo Lindenberg Bezug auf die Blaue Stunde.
- Ein Lied von Funny van Dannen aus dem Jahr 2002 trägt den Titel Blaue Stunde.
- Ein Lied der Band Faun aus dem Jahr 2014 trägt den Titel Blaue Stunde.
- Ein Album des klassischen Komponisten Federico Albanese aus dem Jahr 2016 trägt den Titel The Blue Hour.[18]
- Der deutsche Reggae-Musiker Gentleman nennt sein erstes deutschsprachiges Album von 2020 Blaue Stunde.
- Die koreanische Musikgruppe TXT brachte 2020 das Lied Blue Hour heraus.
- Die deutsche Indie-Rock-Band Leoniden veröffentlichte 2021 einen Song namens Blue Hour.
- Die deutsche Indie-Pop-Band Provinz veröffentlichte 2023 den Song Blaue Stunde.[19]